# Gravity, Completed
Gravity, Completed (estilizado como GRAVITY, COMPLETED) é o terceiro extended play do grupo masculino sul-coreano KNK. Ele foi lançado como uma edição repaginada do segundo álbum do grupo, intitulado Gravity. O EP contém seis faixas, incluindo o single promocional Rain.

## Lançamento
Em 25 de maio de 2017, o KNK lançou um álbum intitulado Gravity, que contém as faixas Think About You, Love You e seu single promocional Sun, Moon, Star. O grupo promoveu o álbum entre maio e junho.
Em 7 de julho, a YNB Entertainment fez um anúncio surpreendente do retorno do KNK com um novo álbum, uma reedição de Gravity intitulada Gravity, Completed, que será lançado no dia 20. Três dias depois, um cronograma de planos de promoção e teasers de imagem individuais dos membros foram revelados. Nos dias 12 e 13 de julho, os vídeos teasers individuais dos membros foram lançados, enquanto o vídeo musical da fsixa promocional Rain foi lançado no dia 14. Nos dias 17 e 18 de julho, a lista de faixas e uma pré-visualização do álbum foram reveladas, respectivamente, revelando que o membro Youjin escreveu e co-compôs a segunda faixa intitulada Good Night, enquanto a terceira faixa intitulada Feel So Good foi escrita e composta por Heejun. Todas as outras faixas foram produzidas por Kim Tae-joo, que trabalha com KNK desde o lançamento de Awake. O álbum foi lançado oficialmente em 20 de julho de 2017. Ele também foi lançado como um download digital em vários portais de música.

## Promoção
KNK manteve seu estágio de retorno no episódio de 20 de julho do M! Countdown. Seguiu-se então os estágios de retorno no episódio de 21 de julho do Music Bank, 22º no Show! Music Core, 23º no Inkigayo, 25º no The Show e 26º no Show Champion.

## Lista de Faixas
| N.º | Título            | Letras     | Música     | Duração |  |
| 1.  | "Rain"            | Kim Taejoo | Kim Taejoo |         |  |
| 2.  | "Good Night"      | Kim Yoojin | Kim Yoojin |         |  |
| 3.  | "Feel So Good"    | Oh Heejun  | Oh Heejun  |         |  |
| 4.  | "Think About"     | Kim Taejoo | Kim Taejoo |         |  |
| 5.  | "Love You"        | Kim Taejoo | Kim Taejoo |         |  |
| 6.  | "Sun, Moon, Star" | Kim Taejoo | Kim Taejoo |         |  |

## Histórico
| Região                       | Data                | Formatos         | Distribuidor                    |
| ---------------------------- | ------------------- | ---------------- | ------------------------------- |
| Coreia do Sul, mundo inteiro | 20 de julho de 2017 | digital download | YNB Entertainment, CJ E&M Music |
| Coreia do Sul                | 20 de julho de 2017 | CD               | YNB Entertainment, CJ E&M Music |